# 杨柳河 (太子河)
杨柳河，位于中华人民共和国辽宁省中部的一条河流，是太子河左岸支流，上游也称唐家房河，发源于鞍山市千山区东南端的双塔岭偏岭，蜿蜒向西北流，经唐家房镇、东鞍山街道、铁西区新城街道笔管堡村，自宁远街道新堡村起成为海城市与铁西区、辽阳县之间的界河，经海城市腾鳌镇、辽阳县穆家镇等地，最后在辽阳县穆家镇新台子村的大台以西汇入太子河。河流全长57.95千米，流域面积209.2平方千米，年均径流量0.51亿立方米。杨柳河是鞍山市城市主控排水通道之一，承担南部城区大部分生活污水和工业废水排放任务，污染较重。